# 沈惟岳
沈 惟岳（しん いがく）は、奈良時代の貴族。日本帰化後の氏姓は清海宿禰。官位は従五位下・美作権掾。

## 経歴
元は唐代の官吏で唐での官位は越州浦陽府折衝。天平宝字5年（761年）迎入唐大使・高元度ら第13次遣唐使の一行が唐から日本に帰国する際に、押水手官（水夫の監督官）として同行、8月に大宰府に到着した。
翌天平宝字6年（762年）大宰府にて参議・藤原真先の饗応を受け、禄を与えられる。しかし、同年5月になると惟岳が収賄を取る不正を行っているとして、下僚を率いるのに不適格であり統率の任を交代すべき旨、副使・紀喬容と司兵・晏子欽から告発を受ける。大宰府で調査の結果不正の事実を認めたことから朝廷に裁断を仰いだところ、惟岳らは唐の勅使であり中謁者（皇帝の側近）と蘇州刺史ら唐側で協議して決定した体制を変更すべきでない旨、朝廷から回答があった。7月に日本側の送使・中臣鷹主と共に唐へ戻るために渡海を試みるが、風雨に恵まれず失敗し、8月には大宰府に留まるように天皇からの勅令を受ける。
天平宝字7年（763年）正月に淳仁天皇が諸官人と渤海使を饗応した際、渤海大使・王新福から安禄山の乱による唐の動乱についての情報を得たことから、惟岳らを引き続き大宰府で安置優遇すべきとの勅が下る。のちに、惟岳以下の唐使全員が日本に帰化したと見られる。
その後、光仁朝の宝亀11年（780年）に従五位下に叙爵されると共に、清海宿禰の氏姓を与えられて左京に貫附される。桓武朝の延暦8年（789年）には美作権掾に任ぜられている。

## 官歴
『続日本紀』による。
- 時期不詳：正六位上
- 宝亀11年（780年） 11月26日：従五位下。12月4日：清海宿禰の賜姓、左京に貫附
- 延暦8年（789年） 3月19日：美作権掾